# Humberto Ramos
Humberto Ramos   (Mèxic, 27 de novembre de 1970) és un dibuixant de còmic mexicà. És conegut pels seus treballs als còmics Impulse, The Spectacular Spider-man i The Amazing Spider-man, a més de ser el creador de la sèrie de còmics Crimson.

## Biografia
Va començar treballant per a American Comics el 1994, però l'any següent DC Comics el va contractar com a dibuixant per Impulse. L'any 1998 va fundar amb Joe Madureira i J. Scott Campbell el segell Cliffhanger per editar projectes fora de la temàtica dels superherois. Va ser aleshores quan va publicar Crimson entre 1998 i 2001. Després dels 24 números d'aquesta sèrie va crear-ne una altra de fastasia i misteri titulada Out there, que va concloure després de 18 números quan va acabar el contracte de Ramos amb Cliffhanger i va deixar la companyia.

També durant el 2001 i 2002 va il·lustrar algunes portades de Peter Parker: Spider-man i l'interior de A Death in the Family, que més tard es va recollir com a Spider-man: Return of the Goblin.

Un cop fora de Cliffhanger va llançar The Spectacular Spider-man amb Paul Jenkins com a escriptor. Amb aquesta publicació, l'any 2005, va estar nominat com a millor dibuixant de portades als Harvey Awards.

Durant l'any 2004 es va publicar una sèrie de 6 números anomenada Kamikaze que Humberto Ramos va dibuixar uns anys abans i era previst publicar-la l'any 2001 a la col·lecció WildStorm de Cliffhanger. També s'havia de publicar el 2001 Revelations, una altra sèrie de 6 números creada per Ramos, que finalment va veure la llum el 2005 sota el segell de Dark House Comics.

Després Ramos va ser contractat a Marvel Comics, l'any 2006, per treballar en Wolverine a partir del número 42. Alhora es van començar a publicar els tres volums de K, que el dibuixant va il·lustrar per la francesa Soleil Productions. Amb Marvel Comics va continuar treballant en diferents títols dels X-Men i el 2008 va fer equip durant dos anys amb Terry Moore per realitzar Runaways.

El 2013 ha començat a publicar el còmic d'aventures Fairy Quest.

## Obres editades a l'estat espanyol
- Crimson (1998) ISBN 978-84-395-9528-1
- JLA, Mundo sin adultos (2003) ISBN 978-84-8431-640-4
- K 1, Big Bang baby (2006) ISBN 978-84-8449-949-7
- Revelaciones (2006) ISBN 978-84-674-3406-4
- Spiderman, el hambre (2007) ISBN 978-84-96874-02-2
- Runaways 1, error fatal (2009) ISBN 978-84-9885-209-7
- Civil War Lobezno (2010) ISBN 978-84-9885-537-1
- Fairy Quest, Forajidos (2013) ISBN 978-84-15565-73-4

### Treballs d'interior
- Hardware (amb Dwayne McDuffie, Milestone):
  - "A Bird in the Hand" (núm. 15, 1994)
  - "The Landing of the Mothership" (núm. 19, 1994)
  - "Trust Never Sleeps" (amb Matt Wayne i Adam S. Blaustein,núm. 22-24, 1994–1995)
  - "Hard Times" (amb Denys Cowan, núm. 25, 1995)
  - "Keep on Pushin" (núm. 29, 1995)
- Steel (DC Comics):
  - "Worlds Collide" (amb Louise Simonson i Chris Batista, núm. 7, 1994)
  - "Crucible of Freedom" (amb Jon Bogdanove, Annual núm. 1, 1994)
- Blood Syndicate núm. 18: "Silent Vigil" (amb Nat Gertler, DC Comics, 1994)
- Superboy núm. 9-10 (amb Karl Kesel, DC Comics, 1994)
- Impulse núm. 1-6, 8-13, 16-17, 19-20, 23-25 (amb Mark Waid, DC Comics, 1995–1997)
- Shi: Senryaku núm. 3 (with Gary Cohn i diversos artistes, Crusade, 1995)
- The Flash Annual núm. 8: "Kid Flash, Day Two!" (amb Tom Peyer, DC Comics, 1995)
- The Savage Hulk: "The Strongest One There is" (amb Scott Lobdell, one-shot, Marvel, 1996)
- Static núm. 32: "Full Yellow Jacket" (with Adam S. Blaustein and Yves Fezzani, DC Comics, 1996)
- Gen¹³ núm. 9: "Hearts and Minds" (amb J. Scott Campbell, Brandon Choi i Jim Lee, Wildstorm, 1996)
- X-Nation 2099 núm. 1-3 (amb Tom Peyer i Ben Raab, Marvel, 1996)
- Gen¹³: The Unreal World (amb Michael Heisler, Wildstorm, 1996)
- DV8 (amb Warren Ellis, Wildstorm):
  - DV8: Rave (1996)
  - DV8 núm. 1-2, 4-7 (1996–1997)
- Ash (Event):
  - Ash/22 Brides núm. 1-2 (amb Fabian Nicieza, 1996–1997)
  - Ash núm. ½ (amb Mark Waid, Brian Augustyn, James Robinson i Joe Quesada, 1997)
  - Ash: Cinder and Smoke núm. 1-6 (amb Mark Waid i Brian Augustyn, 1997)
- Uncanny X-Men núm. 346: "The Story of the Year!" (amb Scott Lobdell i Joe Madureira, Marvel, 1997)
- Crimson núm. 1-24 (amb Brian Augustyn, Oscar Pinto, Francisco Gerardo Haghenbeck, Cliffhanger, 1998–2001)
- JLA: World Without Grown-Ups núm. 1-2 (amb Todd Dezago i Mike McKone, DC Comics, 1998)
- Secret Origins 80-Page Giant núm. 1: "The Secret Origin of Impulse Actual Reality" (amb Mark Waid, DC Comics, 1998)
- Supermen of America: "Heroes for the Next Century!" (amb Stuart Immonen, Norm Breyfogle, Ron Lim i Sean Phillips, DC Comics, 1999)
- Superman núm. 165: "Help!" (amb Jeph Loeb, DC Comics, 2001)
- Out There núm. 1-18 (amb Brian Augustyn, Cliffhanger, 2001–2003)
- 9-11:
  - "Untitled" (dibuix i guió, Volume 1, Dark Horse, 2002)
  - "A Burning Hate" (amb David S. Goyer i Geoff Johns, Volume 2, DC Comics, 2002)
- Peter Parker: Spider-Man núm. 44-47: "A Death in the Family" (amb Paul Jenkins, Marvel, 2002)
- The Spectacular Spider-Man núm. 1-10, 17-18 (amb Paul Jenkins, Marvel, 2003–2004)
- Revelations núm. 1-6 (amb Paul Jenkins, Dark Horse, 2005–2006)
- Wolverine núm. 42-48: "Vendetta" (amb Marc Guggenheim, Marvel, 2006)
- X-Men v2 núm. 194-196, 200-203 (amb Mike Carey, Marvel, 2006–2007)
- Kookaburra K núm. 1-3 (amb Crisse i James Hicks, Soleil Productions, 2006–2010)
- The Goon: Noir núm. 3: "The Wisdom of the Goon" (amb Arvid Nelson, Dark Horse, 2007)
- New X-Men núm. 44-46: "Messiax Complex" (amb Craig Kyle i Christopher Yost, Marvel, 2007–2008)
- Runaways v3 núm. 1-6: "Dead Wrong" (amb Terry Moore, Marvel, 2008–2009)
- X-Men: Manifest Destiny núm. 3: "Uncheerable" (amb Christopher Yost, Marvel, 2009)
- Avengers: The Initiative núm. 21-25: "Disassembled" (amb Christos Gage, Marvel, 2009)
- Hulked Out Heroes núm. 1-2 (amb Jeff Parker, Marvel, 2010)
- The Amazing Spider-Man núm. 648-651, 654.1, 667-672, 676, 678-679, 684-685, 692-694, 699-700 FCBD '11 (amb Dan Slott, Marvel, 2011–2012)
- The Superior Spider-Man núm. 6-8 (amb Dan Slott, Marvel, 2013)

### Només portades
- Hardware núm. 20, 30 (Milestone, 1994–1995)
- Impulse núm. 7, 14-15, 18, 21-22, 85, Annual núm. 1 (DC Comics, 1995–2002)
- Showcase '95 núm. 5 (DC Comics, 1995)
- The Avengers núm. 392 (Marvel, 1995)
- 2099 A.D. Genesis núm. 1 (Marvel, 1996)
- Defcon 4 núm. 1 (Wildstorm, 1996)
- Doom 2099 núm. 41 (Marvel, 1996)
- Fantastic Four 2099 núm. 5 (Marvel, 1996)
- Spider-Man 2099 núm. 43 (Marvel, 1996)
- X-Men 2099 núm. 32 (Marvel, 1996)
- Prime núm. 10-15 (Malibu, 1996)
- Devil Dinosaur Spring Fling núm. 1 (Marvel, 1997)
- Generation X núm. 32 (Marvel, 1997)
- Lugo núm. 5 (Cygnus, 1998)
- Wildcats núm. 1 (Wildstorm, 1999)
- Young Justice 80-Page Giant núm. 1 (DC Comics, 1999)
- Danger Girl núm. 6 (Cliffhanger, 1999)
- Action Comics núm. 762 (DC Comics, 2000)
- Dirty Pair: Run from the Future núm. 4 (Dark Horse, 2000)
- Battle Gods: Warriors of the Chaak núm. 2 (Dark Horse, 2000)
- Steampunk núm. 4 (Cliffhanger, 2000)
- Tellos núm. 8 (Gorilla, 2000)
- Superman Annual núm. 12 (DC Comics, 2000)
- Superman: The Man of Steel núm. 106 (DC Comics, 2000)
- Battle Chasers núm. 7 (Cliffhanger, 2001)
- Silke núm. 2 (Dark Horse, 2001)
- Vampi núm. 7 (Harris, 2001)
- Peter Parker: Spider-Man núm. 30-41 (Marvel, 2001–2002)
- Superman/Tarzan: Sons of the Jungle núm. 1-3 (Dark Horse, 2001–2002)
- Young Justice núm. 44-45 (DC Comics, 2002)
- Robin núm. 101 (DC Comics, 2002)
- Superboy núm. 99 (DC Comics, 2002)
- The Spectacular Spider-Man núm. 19-20 (Marvel, 2004)
- Man with the Screaming Brain núm. 2 (Dark Horse, 2005)
- 100 Girls núm. 5 (Arcana Studio, 2005)
- Abiding Perdition núm. 1 (Markosia, 2005)
- Rex Mundi núm. 18 (Image, 2006)
- Runaways v3 núm. 7-9 (Marvel, 2009)
- Young X-Men núm. 6 (Marvel, 2008)
- X-Men: Manifest Destiny núm. 1-2, 4-5 (Marvel, 2008–2009)
- Captain Britain and MI13 núm. 8 (Marvel, 2009)
- Avengers: The Initiative Featuring Reptil núm. 1 (Marvel, 2009)
- X-Men vs. Agents of Atlas núm. 1-2 (Marvel, 2009–2010)
- Deadpool Team-Up núm. 899-885 (Marvel, 2009–2011)
- Avengers vs. Atlas núm. 1-4 (Marvel, 2010)
- Dragon Age núm. 1-6 (IDW, 2010)
- Wolverine: Origins núm. 47 (Marvel, 2010)
- Heroic Age: Prince of Power núm. 1 (Marvel, 2010)
- Avengers & the Infinity Gauntlet núm. 1 (Marvel, 2010)
- Stan Lee's Starborn núm. 1-4 (Boom! Studios, 2010–2011)
- Ultimate Mystery núm. 4 (Marvel, 2010)
- The Amazing Spider-Man núm. 666, 677 (Marvel, 2011–2012)
- Onslaught Unleashed núm. 1-4 (Marvel, 2011)
- Uncanny X-Men núm. 535 (Marvel, 2011)
- Moon Knight núm. 1 (Marvel, 2011)
- Fear Itself núm. 6 (Marvel, 2011)
- X-Men v3 núm. 18 (Marvel, 2011)
- Avenging Spider-Man núm. 1, 3 (Marvel, 2012)
- Carnage U.S.A. núm. 1 (Marvel, 2012)
- Age of Apocalypse núm. 1-2, 4 (Marvel, 2012)
- Fanboys vs. Zombies núm. 1 (Boom! Studios, 2012)
- Hulk núm. 50 (Marvel, 2012)
- Halo: Fall of Reach - Covenant (Marvel, 2012)
- Spider-Men núm. 1 (Marvel, 2012)
- Vitriol the Hunter núm. 3 (IDW, 2013)